# Воллес Бірі
Воллес Фіцджеральд Бірі (англ. Wallace Fitzgerald Beery; 1 квітня 1885 — 15 квітня 1949) — американський актор, лауреат премії «Оскар». За свою кар'єру, яка тривала близько 40 років, Бірі знявся майже у 250 фільмах.

## Ранні роки
Бірі народився в окрузі Клей, Міссурі біля Смітвіля. Наймолодший син Ноя Вебстера Бірі (1856—1937) і Френсіс Маргарет Фіцджеральд (1859—1931), він і його брати Вільям і Ной стали голлівудськими акторами. Сім'я Бірі покинула ферму в 1890-х роках і переїхав до сусіднього Канзас-Сіті, штат Міссурі, де батько працював поліцейським.
Воллес Бірі вивчився в школі полювання в Канзас-Сіті і брав уроки гри на фортепіано.

## Кар'єра
Воллес Бірі приєднався до свого брата Ноя в Нью-Йорку в 1904 році, знайшовши роботу баритона в комічній опері і почав з'являтися на Бродвеї. Його перша відома роль була в 1907 році, коли він грав головну роль в п'єсі «Американський турист». 1913 року, він переїхав в Чикаго, щоб працювати з Essanay Studios. Пізніше, він працював для Essanay Studios, що переїхала в Фрімонт, Каліфорнія.
У 1915 році, Бірі знявся з дружиною Глорією Свенсон у фільмі «Свіді йде в коледж». Бірі почав грати лиходіїв, а в 1917 знявся в ролі Панчо Вілья в «Батьківщина» в той час, коли Вілья ще жив в Мексиці. Бірі повторно виконав роль через сімнадцять років в кінокомпанії MGM.
Відомі німі фільми Воллеса Бірі включають екранізацію Артура Конана Дойля «Загублений світ» (1925), Робін Гуд з Дугласом Фербенксом (1922), Останній з Могікан (1920), Підсумок новин (1920; з Роско Арбаклом), Старі броненосці (1926), Зараз ми в повітрі (1927), Звичайний спосіб (1913) і Жебраки життя (1928), з Луїзою Брукс.

### Перехід на звук
Бірі з потужним басовим голосом і умисне розтягуючи слова став дуже популярним на зорі звукового кіно, Ірвінг Тальберг найняв його за контрактом з Metro-Goldwyn-Mayer.

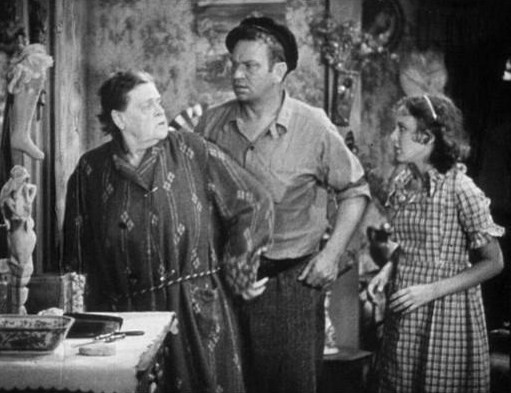
Кадр з фільму Мін і Білл (Воллес Бірі разом з Марі Дресслер)

Бірі грав дикого засудженого «Бутча», роль спочатку призначена для Лона Чейні-старшого, у вельми успішному фільмі 1930 року Казенний будинок, за який він був номінований на премію Оскар за найкращу чоловічу роль. У тому ж році, він знявся у фільмі Мін і Білл (разом з Марі Дресслер). Він отримав золоту медаль на Венеціанському кінофестивалі за роль Панчо Вільї в «Хай живе Вілья!» (1934) з Фей Рей. Протягом 1930-х Бірі був одним з Топ-10 касових зірок Голлівуду, і в одному пункті його контракту з MGM зазначив, що його гонорар має бути на $1 більшим за будь-якого іншого актора в студії, роблячи його вище всіх інших акторів.
Він знявся в декількох комедіях з Марі Дресслер і Марджорі Мейн, але його кар'єра пішла на спад в його останнє десятиліття. У 1943 його брат Ной Бірі з'явився з ним у фільмі військової пропаганди Салют морської піхоти, а потім Негідник Баскомб (1946) і Могутній Макгурк (1947). Його фільми були особливо популярні в Південних регіонах США, особливо в малих містах і селищах.

## Особисте життя
Перша дружина Бірі була актриса Глорія Свенсон; вони знімалися на екрані разом. Хоча Бірі була популярною, його майбутня популярність ще не прийшла, і під час шлюбу з Свенсон, він спирався на неї, як на годувальника. Друга дружина Бірі була Ріта Гілман. Обидва шлюби закінчилися розлученням.
Бірі володів і літав на власному літаку, Howard DGA-8.
У грудні 1939, неодружений Бірі прийняв семимісячне немовля, Філліс Енн. Фотографії Філліс з'явилася в MGM, але ніколи не згадувався знову. Бірі повідомив пресі, що він взяв дівчинку від матері-одиначки, яка недавно розлучилася, але не представив жодних офіційних паперів прийняття. Ніякої додаткової інформації стосовно дитини не існує, і вона не згадується в некролозі Бірі.

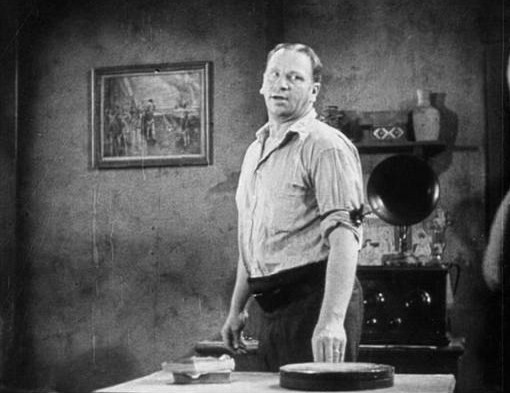
Воллес Бірі в 1930 році

Одне з його найбільш досягнень те, що він зловив найбільшого чорного морського окуня в світі на острові Санта-Каталіна в 1916 році, рекорд, який підтримував протягом 35 років.
Примітний епізод у житті Бірі відображений в 5-му епізоді Кена Бернса, в його документальному фільмі «Національні парки: Найкращі ідеї Америки»: У 1943 році президент Франклін Д. Рузвельт підписав розпорядження про створення Гранд-Тітон (національний парк), щоб захистити землю, що примикає до Гранд-Тітон у Вайомінгу. Місцеві фермери, обурені втратою пасовищних угідь, порівнювали дії влади із захопленням Гітлером Австрії. Вони протестували на чолі з старіючим Бірі.

## Смерть
Воллес Бірі помер у своєму домі в Беверлі-Гіллз, штат Каліфорнія від серцевого нападу, 15 квітня 1949 року. Він був похований на Forest Lawn Memorial Park Cemetery, в Глендейлі, штат Каліфорнія.

## Вибрана фільмографія
- 1913 — Його спортивна дружина / His Athletic Wife — містер Стронг
- 1913 — Звичайний спосіб / The Usual Way — стоматолог
- 1914 — Вхід і вихід / In and Out — Ганс
- 1914 — Злети і падіння / The Ups and Downs
- 1914 — Мадам Дубль Ікс / Madame Double X — Мадам Дубль Ікс
- 1915 — Хіба це не правда / Ain't It the Truth — Гарольд Воллінгтон
- 1915 — Два серця, які б'ють як десять / Two Hearts That Beat as Ten — Фред
- 1915 — Тонка принцеса / The Slim Princess — Попов
- 1915 — Порушена обітниця / The Broken Pledge — Персі
- 1916 — Порив мужності / A Dash of Courage — шериф поліції
- 1917 — Маленька американка / The Little American
- 1917 — Перший невірний крок Меггі / Maggie's First False Step — лиходій
- 1917 — Тедді на повній швидкості / Teddy at the Throttle — Генрі Блек
- 1919 — Непростимий гріх / The Unpardonable Sin — полковник Клем
- 1919 — Перемога / Victory — Август Шомберг
- 1919 — За дверима / Behind the Door — лейтенант Брандт
- 1919 — Лінія життя / The Life Line — Бос
- 1920 — 813 / 813 — майор Пербурі / Рібейра
- 1920 — Богоматір Стамбула / The Virgin of Stamboul — Шейх Ахмет Хамід
- 1920 — Ніженка / The Mollycoddle — Генрі фон Голкар
- 1920 — Підсумок новин / The Round-Up — Бак МакКей
- 1920 — Останній з Могікан / The Last of the Mohicans — Магу
- 1921 — Чотири вершники Апокаліпсису / The Four Horsemen of the Apocalypse
- 1921 — Повість про два світи / A Tale of Two Worlds — Лінг Джо
- 1922 — Дикий мед / Wild Honey — Бак Ропер
- 1922 — Людина з пекельної річки / The Man from Hell's River — Гаспар, вовк
- 1922 — Я — закон / I Am the Law — Фу Чанг
- 1922 — Робін Гуд / Robin Hood — Річард Левине Серце
- 1922 — Угода всліпу / A Blind Bargain — людина-звір
- 1922 — Тривога / Trouble
- 1922 — Чотки / The Rosary — Кенвуд Райт
- 1923 — Полум'я життя / The Flame of Life — Дон Лоурі
- 1923 — Іспанська танцівниця / The Spanish Dancer — король Філіп IV
- 1923 — Зруйнований штормом / Stormswept — Вільям Маккейб
- 1923 — Попіл помсти / Ashes of Vengeance — герцог де Турі
- 1923 — Дрейфуючий / Drifting — Жуль Рєпін
- 1923 — Три епохи / Three Ages — лиходій
- 1923 — Вічна боротьба / The Eternal Struggle — Барод Дюкан
- 1923 — Білий Тигр / White Tiger — граф Донеллі
- 1923 — Річард Левове Серце / Richard the Lion-Hearted — король Річард Левове Серце
- 1923 — Барабани небезпеки / The Drums of Jeopardy — Грегор Карлов
- 1924 — Морський яструб / The Sea Hawk — капітан Джаспер Лі
- 1925 — Загублений світ / The Lost World — професор Челенджер
- 1925 — Поні Експрес / Pony Express — Род-Айленд Ред
- 1925 — Мандрівник / The Wanderer — Фаріс
- 1926 — Вулкан / Volcano! — Квембо
- 1926 — Старі броненосці / Old Ironsides — Бос
- 1927 — Пожежний, врятуйте мою дитину / Fireman, Save My Child — Елмер
- 1927 — Зараз ми в повітрі / Now We're in the Air — Воллі
- 1928 — Жебраки життя / Beggars of Life — Оклахома Ред
- 1929 — Ночі китайського кварталу / Chinatown Nights — Чак Райлі
- 1930 — Казенний будинок / The Big House — Бутч Шмідт
- 1930 — Біллі Кід / Billy the Kid — заступник шерифа Пет Гарретт
- 1930 — Шлях моряка / Way for a Sailor — Штатив
- 1930 — Мораль леді / A Lady's Morals — Фінеас Тейлор Барнум
- 1930 — Мін і Білл / Min and Bill — Білл
- 1931 — Слизькі перли / The Stolen Jools — сержант поліції
- 1931 — Таємнича шістка / The Secret Six — Луїс 'Луї' Скорпіон
- 1931 — Чемпіон / The Champ — чемпіон Енді Перселла
- 1931 — Чортові пірнальники / Hell Divers— Вінді
- 1932 — Гранд-готель / Grand Hotel — Прайзінг
- 1932 — Плоть / Flesh — Полокай
- 1933 — Обід о восьмій / Dinner at Eight — Ден Пакард
- 1933 — Хутір / The Bowery — Чак Коннорс
- 1934 — Хай живе Вілья! / Viva Villa! — Панчо Вілья
- 1934 — Острів скарбів / Treasure Island — Джон Сільвер
- 1934 — Могутній Барнум / The Mighty Barnum — Фінеас Тейлор Барнум
- 1935 — Військово-повітряна академія / West Point of the Air — Великий Майк Стоун
- 1935 — Китайські моря / China Seas — Джеймсі МакАрдл
- 1935 — Хлопець О'Шонессі / O'Shaughnessy's Boy — капітан Майкл О'Шонессі
- 1935 — О, дикість! / Ah, Wilderness! — Сід
- 1936 — Послання до Гарсії / A Message to Garcia — сержант Дорі
- 1936 — Старий Гатч / Old Hutch — «Гатч» Гатчінс
- 1937 — Корабель невільників / Slave Ship — Джек Томпсон
- 1937 — Негідник з Брімстоун / The Bad Man of Brimstone — «Тріггер» Білл
- 1938 — Порт семи морів / Port of Seven Seas — Сезар
- 1938 — З однієї стайні / Stablemates — Док Томас «Том» Террі
- 1939 — Встань і бийся / Stand Up and Fight — капітан Бос Старкі
- 1939 — Сержант Мадден / Sergeant Madden — сержант Шон Мадден
- 1940 — Людина з Дакоти / The Man from Dakota — Сержант «Бар» Барстоу
- 1940 — Вайомінг / Wyoming — «Реб» Гаркнесс
- 1941 — Погана людина / The Bad Man — Панчо Лопес
- 1941 — Барнакл Білл / Barnacle Bill — Білл Йохансен
- 1942 — Звуки горна / The Bugle Sounds — Сержант Патрік Алойзіус «Геп» Доан
- 1943 — Салют морської піхоти / Salute to the Marines — сержант-майор Вільям Бейлі
- 1944 — Нормування / Rationing — Бен Бартон
- 1944 — Джентльмен узбережжя Барбарі / Barbary Coast Gent — Гонест Плуш Браннон
- 1946 — Негідник Баскомб / Bad Bascomb — Зеб Баскомб
- 1947 — Могутній Макгурк / The Mighty McGurk — Рой «Слег» МакГурк
- 1948 — Псевдонім джентльмен / Alias a Gentleman — Джим Брідін
- 1948 — Побачення із Джуді / A Date with Judy — Мелвін Р. Фостер
- 1949 — Великий Джек / Big Jack — Великий Джек Горнер

## Вшанування пам'яті
- За внесок в кіноіндустрію, Воллес Бірі має зірку на Алеї слави в Голлівуді в 7001 Голлівудському бульварі.
- Його зовнішність була використана при створені персонажа Джона Сільвера у мультфільмі "Планета скарбів".